# Draft 1948 de la BAA
1947 1949
La draft 1948 de la BAA est la deuxième draft annuelle de la Basketball Association of America (BAA), qui deviendra plus tard la National Basketball Association (NBA), se déroulant en amont de la saison 1948-1949. Elle s'est tenue le 10 mai 1948 à Chicago. Huit équipes de BAA, ainsi que quatre équipes de NBL qui ont rejoint la BAA, participent à cette draft,.
Andy Tonkovich en fut le premier choix. Trois joueurs issus de cette draft sont devenus « Hall of Famers » : Harry Gallatin, Dolph Schayes et Bobby Wanzer.

## Draft
| ^ | Signale un joueur qui a été intronisé au Basketball Hall of Fame                        |
| + | Signale un joueur qui a été sélectionné pour au moins un match annuel NBA All-Star Game |

### Premier tour
| Rang | Joueur                        | Équipe NBA                 | Université       |
| ---- | ----------------------------- | -------------------------- | ---------------- |
| 1    | Andy Tonkovich (arrière)      | Steamrollers de Providence | Marshall         |
| 2    | George Kok                    | Jets d'Indianapolis        | Arkansas         |
| 3    | George Hauptfuhrer            | Celtics de Boston          | Harvard          |
| 4    | Dolph Schayes^ (ailier/pivot) | Knicks de New York         | NYU              |
| 5    | Ed Mikan (pivot/ailier)       | Stags de Chicago           | DePaul           |
| 6    | Walt Budko (ailier/pivot)     | Bullets de Baltimore       | Columbia         |
| 7    | Robert Gale                   | Bombers de Saint-Louis     | Cornell          |
| 8    | Ward Williams (ailier)        | Pistons de Fort Wayne      | Indiana          |
| 9    | Chuck Hanger                  | Lakers de Minneapolis      | California       |
| 10   | Bobby Wanzer^ (arrière)       | Royals de Rochester        | Seton Hall       |
| 11   | Don Ray (ailier/pivot)        | Warriors de Philadelphie   | Western Kentucky |
| 12   | Jack Nichols (pivot/ailier)   | Capitols de Washington     | Washington       |

### Liste des joueurs notables draftés plus bas
| Joueur                         | Équipe NBA                 | Université          |
| ------------------------------ | -------------------------- | ------------------- |
| Jack Coleman+ (ailier/pivot)   | Steamrollers de Providence | Louisville          |
| Bill Gabor+ (arrière/ailier)   | Royals de Rochester        | Syracuse            |
| Harry Gallatin^ (ailier/pivot) | Knicks de New York         | Truman State        |
| Alex Hannum (ailier/pivot)     | Jets d'Indianapolis        | Southern California |
| Odie Spears (arrière)          | Stags de Chicago           | Western Kentucky    |